# Фі (грузинська літера)
Фі (ჶი) — тридцять дев'ята літера грузинської абетки, що позначає невластивий цій мові звук [f]. Наявна у лазській мові.

## Історія
| Асомтаврулі | Нусхурі | Мхедрулі |
| ----------- | ------- | -------- |
| ——          | ——      |          |

## Юнікод
- ჶ : U+10F6